# Teatro de Venezuela

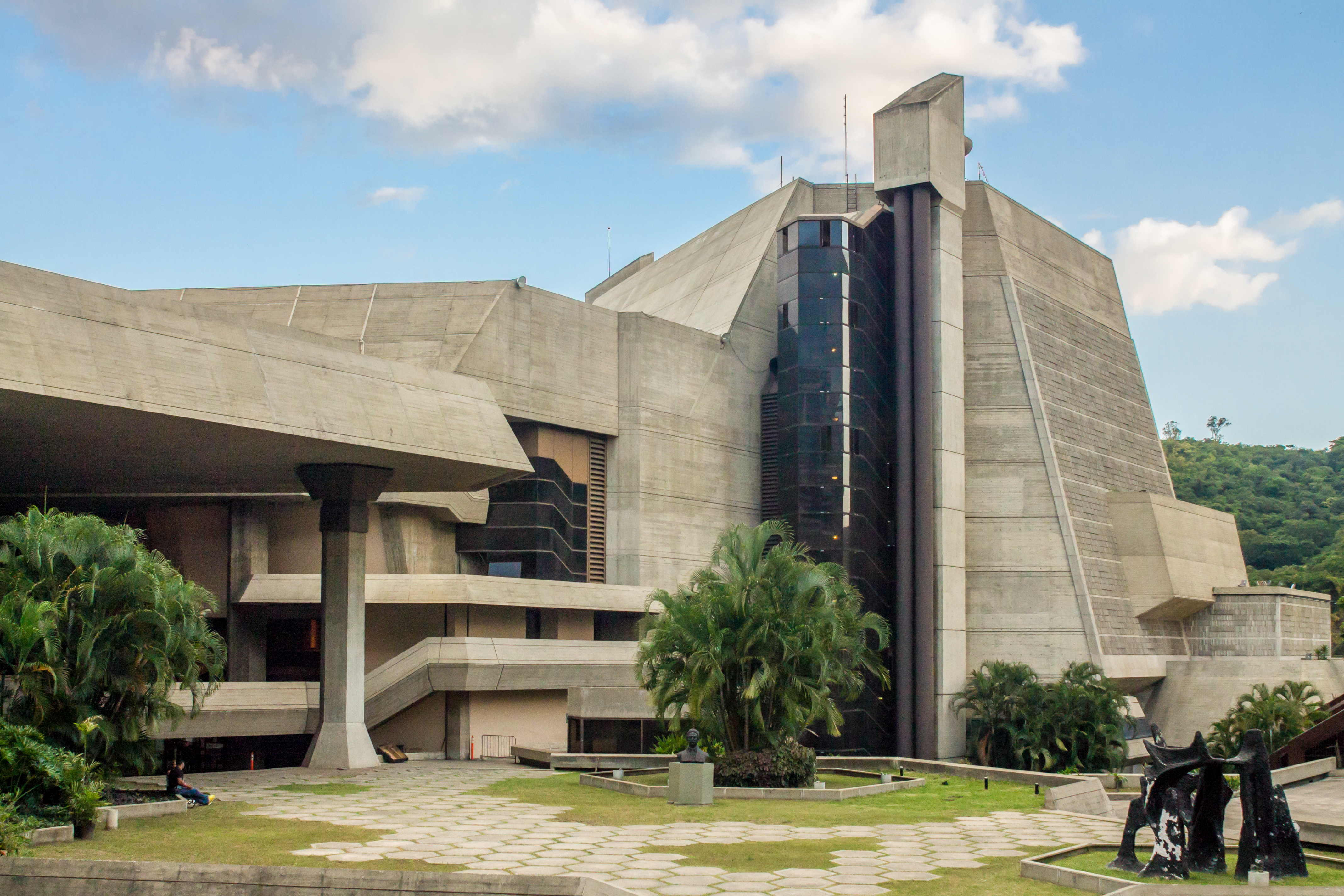
Teatro Teresa Carreño

El teatro en Venezuela comienza en la época precolombina donde los aborígenes realizaban representaciones con fines educativos pero sobre todo religioso.

## Teatro precolombino
Las manifestaciones teatrales venezolanas están poco documentadas durante el periodo precolombino, en parte a la visión eurocéntrica del mundo, resaltando la cultura europea sobre las aborígenes americanas, y al poco desarrollo de las tribus indígenas locales frente a los aztecas, mayas e incas. Los grupos indígenas locales se limitaban a realizar pantomimas sobre la recolección de alimentos. Y como en todas las culturas primitivas, se observa una veneración hacia los fenómenos naturales, encontrándose presente el elemento del mito, la explicación de por qué los animales o las plantas deben ser adornadas.
Allí se conoce entonces cómo el teatro cumplía una función importante en cuanto a la difusión de la identidad de la tribu. En los andes venezolanos, los Timoto-cuica, Muku y Jirapoya sí realizaban teatro propiamente dicho. Este era utilizado con un fin educativo y religioso, y llegó a tener tal importancia dentro de sus sociedades, que fueron los únicos en Venezuela que llegaron a desarrollarse una estructura de madera para su realización. Este teatro era ritual, transmitido por tradición oral y era esencialmente igual a lo largo del tiempo. Su estructura era diferente a la que formalmente es conocida hoy en día, y los espectadores eran parte activa del mismo. Además, se solía improvisar según el ritmo que la misma representación impusiera sobre intérpretes y público.
Es solo en el siglo XVIII es cuando se pueden presentar en formas más o menos permanentes en el coliseo de Caracas. La actividad fue casi permanente en las ciudades de Caracas y Maracaibo, los autores más representativos fueron Calderón de la Barca y Lope de Vega.

## sigloXVI,XVIIy XVIII

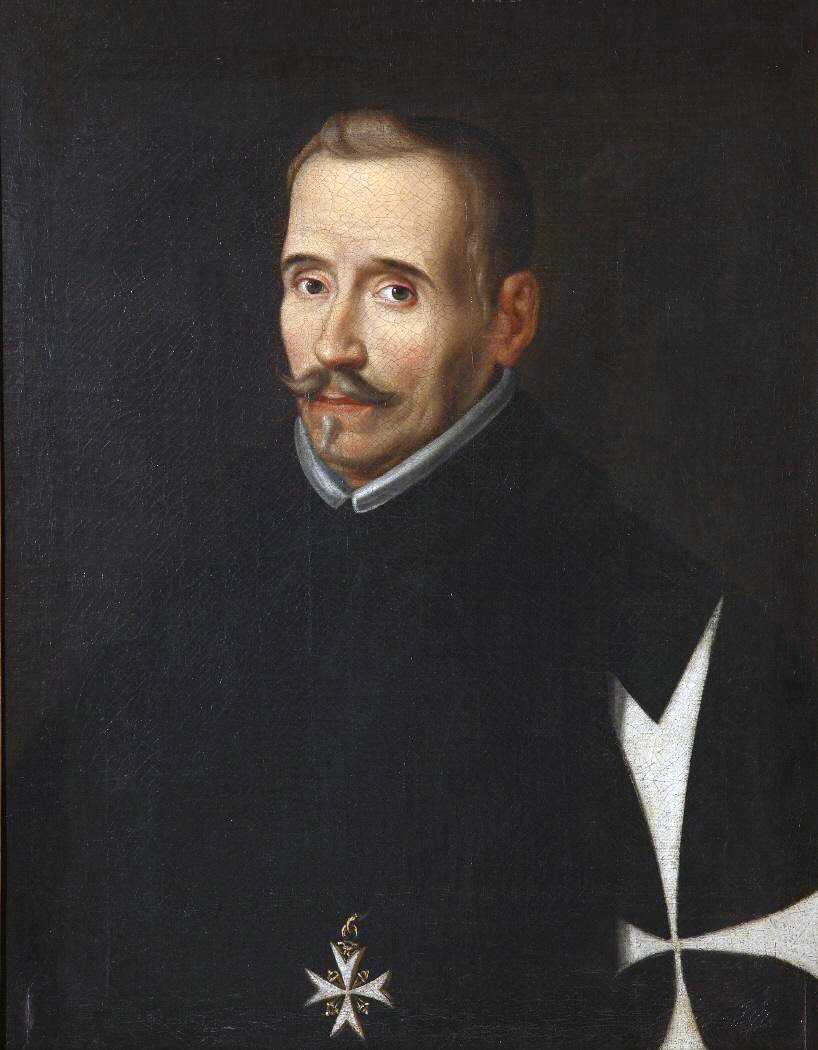
Lope de Vega

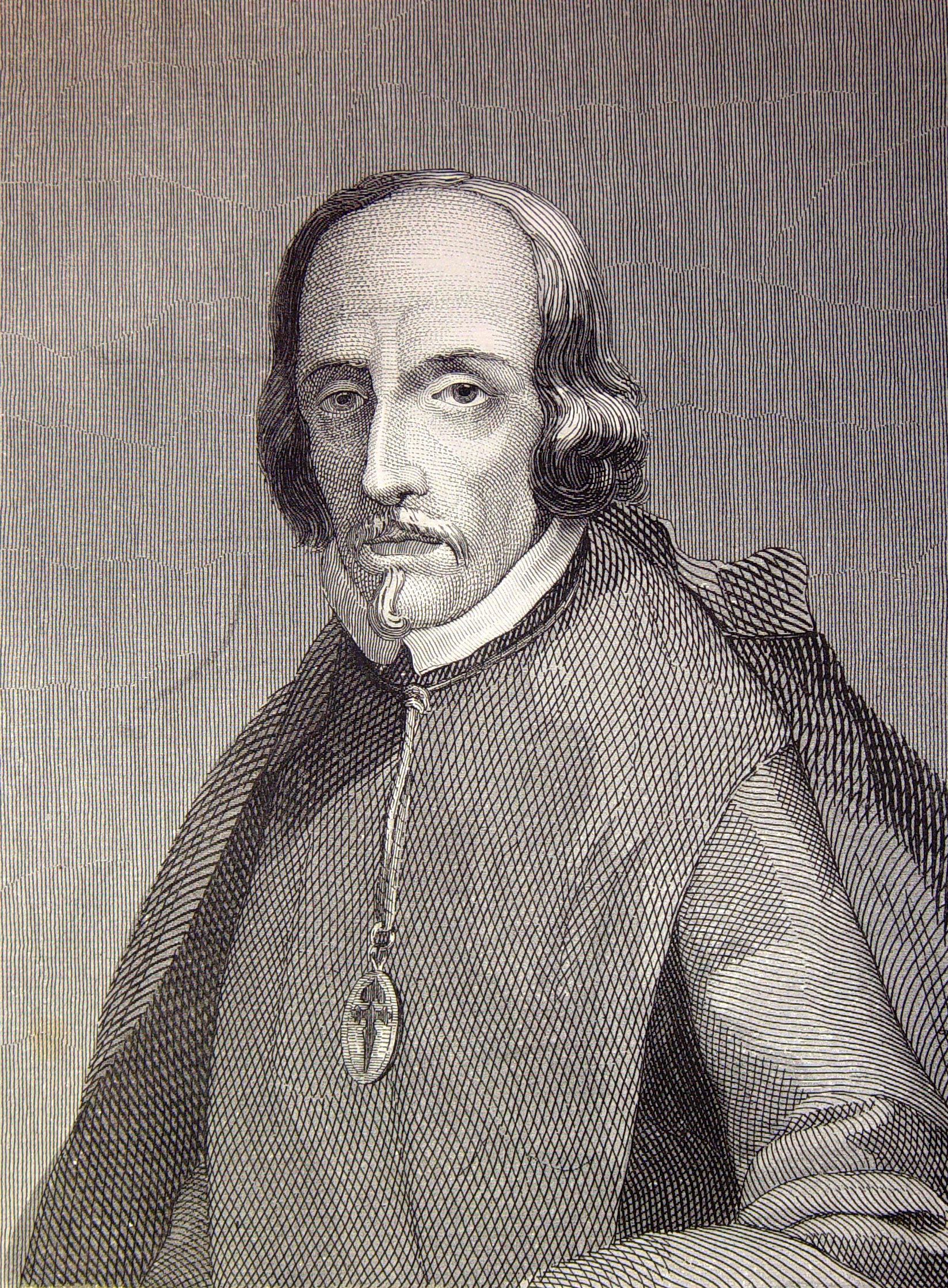
Pedro Calderón de la Barca

Para el año 1520 ya existían en Venezuela diversos centros urbanos: Nueva Cádiz de Cubagua, Coro, El Tocuyo, Trujillo, Mérida y Cumaná; sin embargo no existen datos que permitan asegurar la existencia de actividades teatrales en esas poblaciones; así como tampoco para 1567, fecha de la fundación de Caracas. El 28 de junio de 1600 se concede la primera licencia conocida para una representación teatral, una comedia en Caracas el día de Santiago Apóstol, iniciando la era del teatro hispánico en la colonia. Estas representaciones se prolongaron hasta finales del siglo XVII y tomaron mayor impulso en el siglo XVIII. El teatro hispánico fue introduciéndose poco a poco en la Venezuela colonial y fueron llegando libros desde España entre los que figuraban algunas obras teatrales, generalmente del barroco, de autores españoles o hispanoamericanos tales como Pedro Calderón de la Barca, Juan Pérez de Montalbán, Agustín Moreto, Juan Ruiz de Alarcón Agustín de Salazar y Torres, y Juana Inés de la Cruz.
En 1747 las proclamaciones de Fernando VI y en 1760 las de Carlos III fueron motivo para numerosas representaciones de aficionados en varias ciudades del país como San Felipe, El Tocuyo y Barquisimeto, con obras teatrales que reflejaban la influencia del teatro barroco español pero en una época ya muy tardía. La actividad teatral estuvo en manos de aficionados entusiastas durante todo el siglo XVII y hasta que se construyó el Coliseo de Caracas a finales del siglo XVIII, que se valían de las festividades religiosas, la coronación de un monarca, de un matrimonio real o de la creación de un virreinato para realizar obras. Al principio, las plazas mayores eran los sitios escogidos para la celebración de los actos teatrales; pero a mediados del siglo XVIII se abrieron patios o corrales de comedias. También en algunas mansiones particulares de la élite social y cultural se escenificaban piezas representadas por familiares y amigos para un auditorio selecto. A pesar de esto, estas actividades teatrales abiertas a todo el público no eliminaban las diferencias étnicas y sociales entre la población, y más bien servían como medio de homogeneización cultural y de transmisión de los valores de la sociedad hispánica y luego criolla, sobre todo si se considera que para entender y apreciar una obra teatral no era indispensable saber leer.
El siglo XVIII vería la expansión del teatro a La Guaira y Maracaibo. A finales de 1766, principios de 1767, se representan en Caracas las dos primeras piezas que pueden atribuirse a un autor venezolano: Auto Sacramental de Nuestra Señora del Rosario y Loa, pieza que le precede. En ambas obras se podían apreciar la mezcla de elementos clásicos, hispanos, americanos, locales, sagrados y profanos, así como de personajes mitológicos y simbólicos que dialogan entre sí. A mediados de este siglo, habían llegado a Venezuela, principalmente a Caracas, La Guaira y Maracaibo, los primeros cuerpos regulares del ejército español. Los militares contribuyeron a una mayor promoción de la afición por el teatro; no obstante, las representaciones teatrales fueron motivo frecuente de disputas entre las autoridades militares o civiles y las autoridades eclesiásticas. Ejemplo de ello es un dictamen de Carlos III, recibido en Caracas en 1777, donde se establecía que la decisión sobre la representación o no de determinadas obras dramáticas residía en la autoridad seglar, no religiosa, ni militar. 
En 1784 se inaugura el primer teatro de Venezuela, el Coliseo de Caracas, construido por orden del brigadier Manuel González Torres de Navarra, gobernador y capitán general. Este primer coliseo estuvo ubicado entre las esquinas del Conde y Carmelitas y tenía una capacidad para 1 500 espectadores. Desde su inauguración el coliseo sería el centro de la vida cultural de Caracas durante casi tres décadas. En estos años, los más brillantes de su instalación, actuó la primera actriz profesional venezolana de la que se tenga conocimiento, Ana María Pinelo. Posteriormente, a raíz de la conspiración de Gual y España en 1797, las autoridades españolas se hacen muy suspicaces con respecto al contenido de las representaciones teatrales y comienzan a seguir de cerca todas las representaciones dramáticas con el objeto de evitar cualquier brote revolucionario, generando una censura política.

## sigloXIX

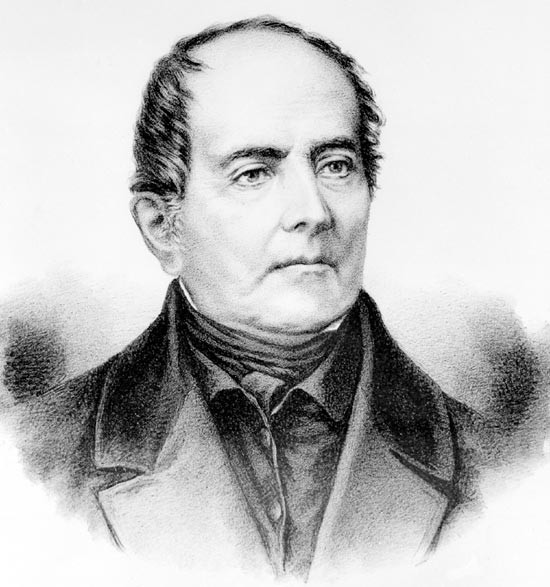
Andrés Bello fue primer venezolano autor de una obra de teatro, Venezuela consolada.

En 1804 fue estrenada en Caracas la obra teatral más antigua conocida escrita por un autor venezolano, Andrés Bello: Venezuela consolada, una pieza breve de 344 versos, en la cual participan tres personajes alegóricos: Venezuela, el Tiempo y Neptuno. El tema central era la llegada de la vacuna antivariólica a Venezuela. Bello continuó produciendo para la escena caraqueña diversas obras originales, además de traducir del francés una tragedia de Voltaire, Zulima.
A partir de 1808 comenzaron a llegar distintas compañías de teatro y de ópera contratados por el Coliseo de Caracas que enriquecieron la vida cultural del país, una de las cuales fue la Compañía de Ópera Francesa, la cual fue recibida con gran entusiasmo. El mismo año, la invasión de España por las fuerzas napoleónicas y el apresamiento en Francia de Fernando VII, le dieron al teatro caraqueño un tinte político. Antes de las representaciones solían cantarse en escena canciones patrióticas a favor de España que los espectadores acompañaban o coreaban. En ese ambiente produjo Andrés Bello su segunda pieza teatral, La España restaurada, conocida también como La Restauración de España o El certamen de los patriotas, drama alegórico y antinapoleónico que motivó la primera crónica teatral venezolana publicada en La Gazeta de Caracas. Después del 19 de abril de 1810 también se cantaban en el Coliseo canciones patriotas, pero dedicadas a Venezuela en vez de España.
En marzo de 1812 ocurre el terremoto de Caracas y el Coliseo de Caracas fue destruido, quedando suspendidas totalmente las actividades teatrales durante la guerra de Independencia. Las representaciones dramáticas fueron en cierta medida sustituidas por actos cívicos y las entradas triunfales en las ciudades, así como por la realización de cuadros vivos con figuras simbólicas. Uno de estos últimos se hizo en Barrancas, a orillas del Orinoco, el 25 de diciembre de 1820, en conmemoración del primer aniversario de la creación de la Gran Colombia. 
En 1822, después de la Batalla de Carabobo y la consiguiente liberación de la capital, el empresario Ambrosio Cardozo mandó a edificar un segundo teatro en terrenos de su propiedad ubicados entre las esquinas del Chorro y Las Sanabrias, hoy llamada Coliseo, el cual se convirtió inmediatamente en el principal centro de diversiones de la capital. En ese mismo año se presentan en él algunos artistas italianos que interpretaban arias de ópera italianas y francesas, estas son piezas teatrales o musicales compuestas para ser ejecutada por un solo intérprete, es decir, ser cantada por una voz solista sin coro. Entre las primeras obras que se presentaron en este escenario se encuentra el sainete criollo El café en Venezuela de Isaac Álvarez Deleón. 

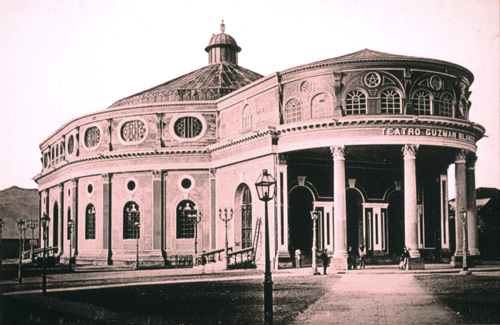
Antiguo Teatro Guzmán Blanco inaugurado en 1881 por el presidente Antonio Guzmán Blanco, actualmente el Teatro Municipal de Caracas.

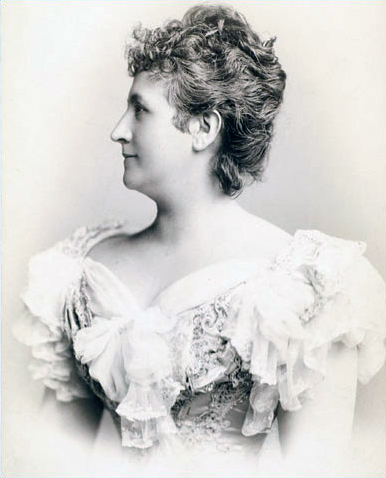
Teresa Carreño fue una invitada especial del Teatro Guzmán Blanco

En Caracas proliferaban los sitios destinados a las representaciones. Entre 1831 y 1836 funcionó un teatro muy amplio entre las esquinas de Veroes y Jesuitas de Caracas llamado Teatro de los Jesuitas. Años más tarde, a partir de 1835 y hasta finales del siglo XIX, la pasión venezolana por el teatro daría origen a más de cuarenta pequeños teatros ocasionales y permanentes en la capital, y se registra la constante llegada de compañías europeas atraídas por la afición teatral de los caraqueños. 
Uno de los destacados grupos actorales fue el del cómico y actor catalán José Robreño, quien en 1837 ofreció al público piezas ajenas como La misantropía y Ángelo, tirano de Padua. Según una anécdota de la época, en una pequeña obra humorística suya titulada Excelentísimo señor, se satirizaba con la figura del entonces vicepresidente encargado de la presidencia de la república, Carlos Soublette. Enterado del asunto, mandó a llamar a Robreño y le hizo leer el libreto frente a él. Luego de escuchar todo el texto, Soublette se dirigió a Robreño y le señaló:

Efectivamente, veo que usted se burla un poco de mí, pero no está mal; yo esperaba algo peor. Venezuela no se ha perdido, ni se perderá nunca, porque un ciudadano se burle del presidente. Venezuela se perderá cuando el presidente se burle de los ciudadanos...

Después de esto, Robreño prosiguió sus representaciones, pero se abstuvo de volver a escenificar Excelentísimo señor. El 23 de octubre de 1854 se inaugura en la capital de la república el Teatro Caracas, lo cual constituyó un importante acontecimiento para la época. Para esta ocasión fue presentada la ópera Ernani, de Giuseppe Verdi. En las décadas siguientes lo visitaron numerosas compañías, entre ellas la de la actriz Adela Robreño, llamada "la perla del teatro de las Antillas", en tiempos del mariscal Juan Crisóstomo Falcón, a mediados de 1860. Generalmente una vez cumplidos los compromisos en Caracas, esas compañías realizaban giras por las principales ciudades de la provincia. En 1873, también en el teatro Caracas, fue estrenada Virginia, de José Ángel Montero, la primera ópera nacional llevada a escena.
En 1863, una antigua edificación para comedias, que existía en la esquina de Maderero, fue restaurada y rebautizada como Teatro Unión y se especializó en la presentación de zarzuelas, que por esos años comenzaba a tener popularidad. Durante este tiempo la crítica teatral se difundió extensamente en periódicos como el Diario de Avisos y Semanario de las Provincias y El Porvenir, ambos de Caracas. En términos generales, la misma consistía en una amplia gama de conceptos, desde los comentarios más o menos bien documentados hasta aspectos referidos a la crónica social o a detalles del vestuario. 
Entre 1870 y 1888, durante la época de Antonio Guzmán Blanco, se llevaron a cabo numerosas representaciones teatrales: comedias, zarzuelas, operas, sainetes. En enero de 1881, la inauguración del Teatro Guzmán Blanco (actualmente el Teatro Municipal de Caracas Alfredo Sadel), con la pieza El Trovador, de Verdi, le da un nuevo impulso a la afición por las representaciones dramáticas. Durante el guzmanato se escribieron, publicaron y representaron producciones teatrales de numerosos autores nacionales, algunos de los cuales escribían con orgullo, en el título de sus obras impresa, la mención “Teatro venezolano”. 
Además de Caracas, en la segunda mitad del siglo XIX se construyeron nuevos teatros en otras ciudades. En 1883 abre sus puertas el Teatro Baralt en Maracaibo; el de Puerto Cabello se inaugura en 1886 y el de Valencia en 1894. En el teatro Guzmán Blanco de Caracas, invitada especialmente por el presidente Joaquín Crespo, dará varios conciertos en 1885 y 1886 la pianista venezolana Teresa Carreño.
En las dos últimas décadas del siglo XIX, además de dramas históricos, abundan las comedias de costumbres, alguna de ellas truculentas, como Crimen y arrepentimiento, de Antonio Lizarraga, estrenada en 1872 en el Teatro de la Zarzuela de Caracas (Maderero). Algunos de los autores que escriben y estrenan obras en estas décadas son Celestino Martínez, José Antonio Arvelo, José María Reina, Francisco Tosta García, Bernardino Mera y Elías Calixto Pompa. Más adelante otros autores nacionales o activos en el país que continuaron presentando obras teatrales fueron Casto Ramón López, Vicente Micolao Sierra, Felipe Esteves, Octavio Hernández, Eduardo Gallegos Celis. Entre todos destaca José María Manrique por el tratamiento que da a temas como Un problema social (1880) y El divorcio (1885). Algunos de estos autores continuarán escribiendo hasta finales del siglo XIX y principios del siglo XX.
En 1896, coincidiendo con la celebración del I Congreso Obrero realizado en Venezuela, se presenta en Caracas el drama de propósito social Juan José, de Joaquín Dicenta, obra estrenada en Madrid el año anterior, que tenía por protagonista un obrero. En definitiva, el sainete característico del teatro criollo del siglo XIX continuará en el siglo XX, pero influenciado por otras tendencias artísticas.

## sigloXX

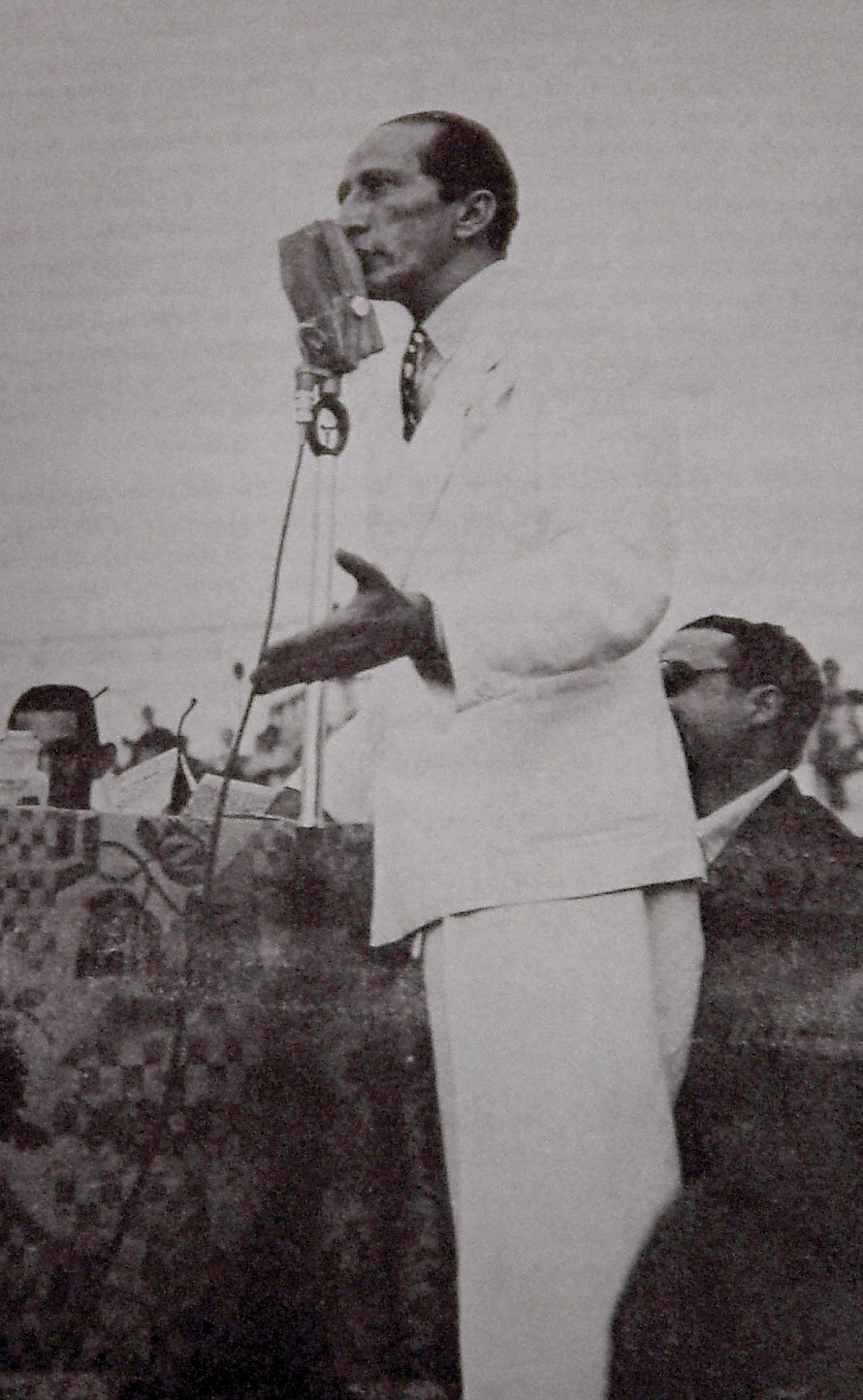
Andrés Eloy Blanco

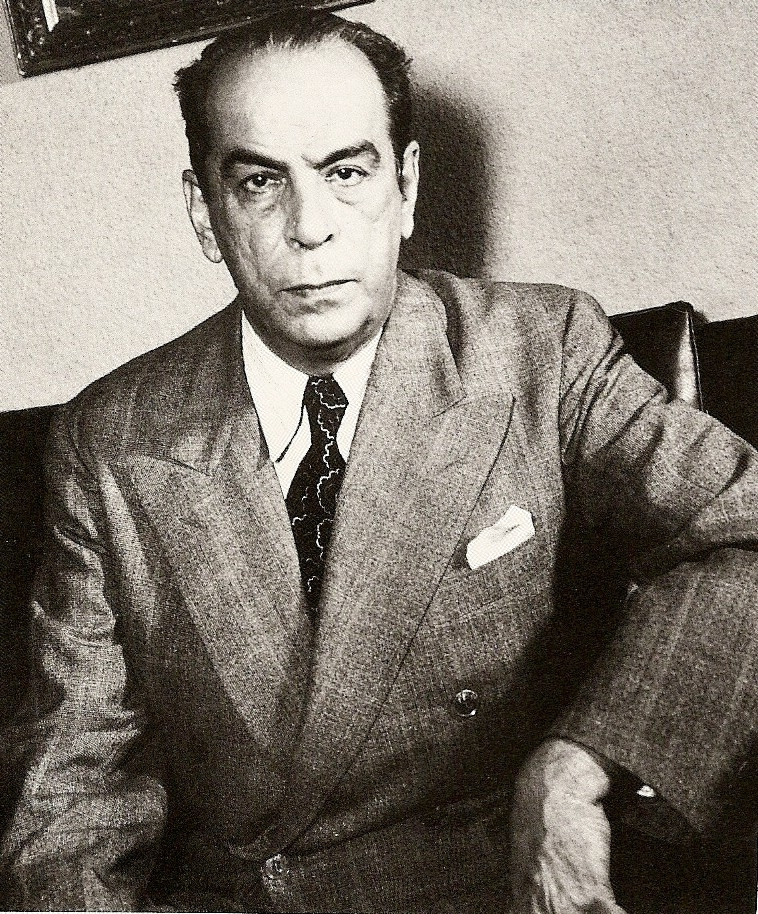
Rómulo Gallegos

El “sainete”, una pieza dramática jocosa normalmente de carácter popular, que junto al “a propósito” conforma la manera cómico-satírica de considerar el teatro criollo durante las primeras décadas del siglo XX. La otra manera era la dramático-cómica, que fue menos popular. Los primeros exponentes de este teatro criollo fueron Leoncio Martínez y Rafael Guinand y la trilogía de actores cómicos formada por el propio Guinand, Antonio Saavedra y Jesús Izquierdo. Dentro de las características del mercado criollo debe destacarse la obra de Leopoldo Ayala Michelena, no solo porque su obra fue extensa y variada sino también porque fue un decidido y perseverante propulsor del teatro nacional. Más tarde surge Teatro para leer cuyos autores más representativos fueron Aquiles Nazoa, Francisco Pimentel, Miguel Otero Silva y Andrés Eloy Blanco.
La puesta en escena de los saineteros se convierte en una crónica de la época; la sociedad venezolana se ve reflejada a través de la gente de teatro, quienes hacen una crítica solapada de la realidad nacional. En las décadas de los años 10 y 20 el sainete se caracterizó por pintar costumbres y satirizar vicios y errores pero en las décadas de los años 30 y 40, este se torna más crítico, tocando temas relacionados con el petróleo y el poder, donde se resalta la caricatura política, especialmente hacia ministros y congresistas; como ejemplos se incluyen las obras Yo también soy candidato (1939) de Rafael Guinand y Venezuela güele a oro (1942) escrita por Andrés Eloy Blanco y Miguel Otero Silva en honor a Rafael Guinand.
Rómulo Gallegos también fue un reconocido narrador y escribió varias obras de teatro entre 1910 y 1915: El motor, El milagro del año, Los ídolos, La esperada, La doncella, Los predestinados y El último patriota. En 1945 prepara su versión dramática de Doña Bárbara. 
Desde 1939 la Compañía de Dramas y Comedias, contratada por el Ministerio del Trabajo, pasó a llamarse "Teatro Obrero". En 1946 pasa a ser "Teatro del Pueblo", en 1948 "Teatro Nacional Popular" y en 1971 se convierte en la "Compañía Nacional de Teatro" actual. En la década de 1940 compañías extranjeras traen al país obras de importantes dramaturgos como Eugene O’Neill, George Bernard Shaw, Henrik Ibsen y William Shakespeare. En 1942 se funda la "Sociedad de Amigos del Teatro" que logra la cohesión de la gente del medio, gestiona recursos, hace relaciones públicas, fomenta la cooperación, motiva la participación y realiza la producción de obras teatrales.
En 1946 se crea el Teatro de la Universidad, hoy Teatro Universitario de la Universidad Central de Venezuela. Datan también de esta época compañías como "Proto-Arte Infantil". Hubo también intensa actividad teatral en diferentes ciudades del interior del país, especialmente en el estado Trujillo, donde había una Sociedad de Amigos del Teatro, igual que en Valencia.
A partir de los años 1950 el teatro venezolano se hace universal. Hay una reacción contra el exagerado criollismo y se evidencia la influencia de directores extranjeros que se quedan en Venezuela. Entre los iniciadores del nuevo teatro se encuentra Alberto de Paz y Mateos, español exiliado; la argentina Juana Sujo, formadora de actores, quien fue a Venezuela para actuar en El demonio es un ángel y se quedó hasta su muerte, y Jesús Gómez Obregón, formador de varias generaciones de actores.
En los años 50 nace el Teatro Experimental Universitario, cuyos exponentes más destacados son Elisa Lerner, Ramón Díaz Sánchez, Alejandro Lasser, César Rengifo, Marco Poncio y Cantón y Pilatos, Arturo Uslar Pietri, Ida Gramcko, Elizabeth Schön y Luis Julio Bermúdez. En 1959 se lleva a cabo el I Festival Nacional de Teatro Venezolano auspiciado por Pro-Venezuela y el Ateneo de Caracas. El II Festival tiene lugar en 1961, auspiciado popularmente, demostrándose así la aceptación que tenía la actividad teatral y el III Festival tuvo lugar entre 1966 y 1967 en el marco de las celebraciones del Cuatricentenario de Caracas.

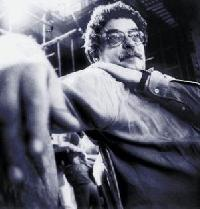
José Ignacio Cabrujas

La década de 1960 es propicia para el surgimiento de nuevos grupos teatrales, entre ellos el Teatro de Bolsillo, el Centro de Investigación y Desarrollo del Teatro de UCV, el Teatro Universitario, el Teatro Experimental de Arquitectura y el grupo del Ateneo de Caracas. En 1967 nace El Nuevo Grupo y Rajatabla. Carlos Giménez, director de teatro argentino, cambió la historia del teatro venezolano. Él, con su Grupo de Teatro Rajatabla y Festival Internacional de Teatro de Caracas rompieron muchos paradigmas de la época. También marcó su época mediante el Taller Nacional de Teatro (TNT).
Por estos años se producen obras de teatro de numerosos dramaturgos venezolanos, destacan las obras de Gilberto Pinto, Manuel Trujillo, Román Chalbaud, José Ignacio Cabrujas, Isaac Chocrón, Ricardo Acosta, Arturo Uslar Pietri, Levy Rosell, Gilberto Agüero, Wolfang Gil, Rodolfo Santana, Alberto Rodríguez Barrera, Andrés Martínez, Rafael Alvarado y José Gabriel Núñez. La mayoría de ellos sigue produciendo en los años 70 y 80. Entre estos dramaturgos puede verse el germen de un teatro más trascendental, destacando como principales exponentes Chalbaud, Chocrón y Cabrujas. En 1983 se inaugura el Teatro Teresa Carreño y aunque no está destinado ni exclusiva ni primordialmente a las representaciones dramáticas, constituye un paso muy importante para dar estabilidad y solidez a la actividad cultural de Venezuela.

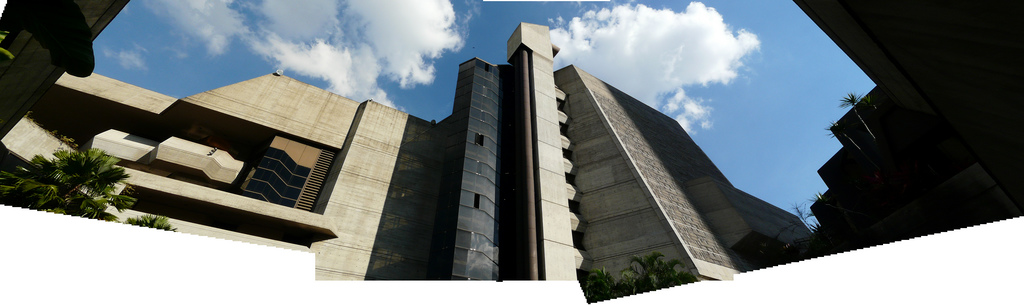
Teatro Teresa Carreño

## Teatro lírico

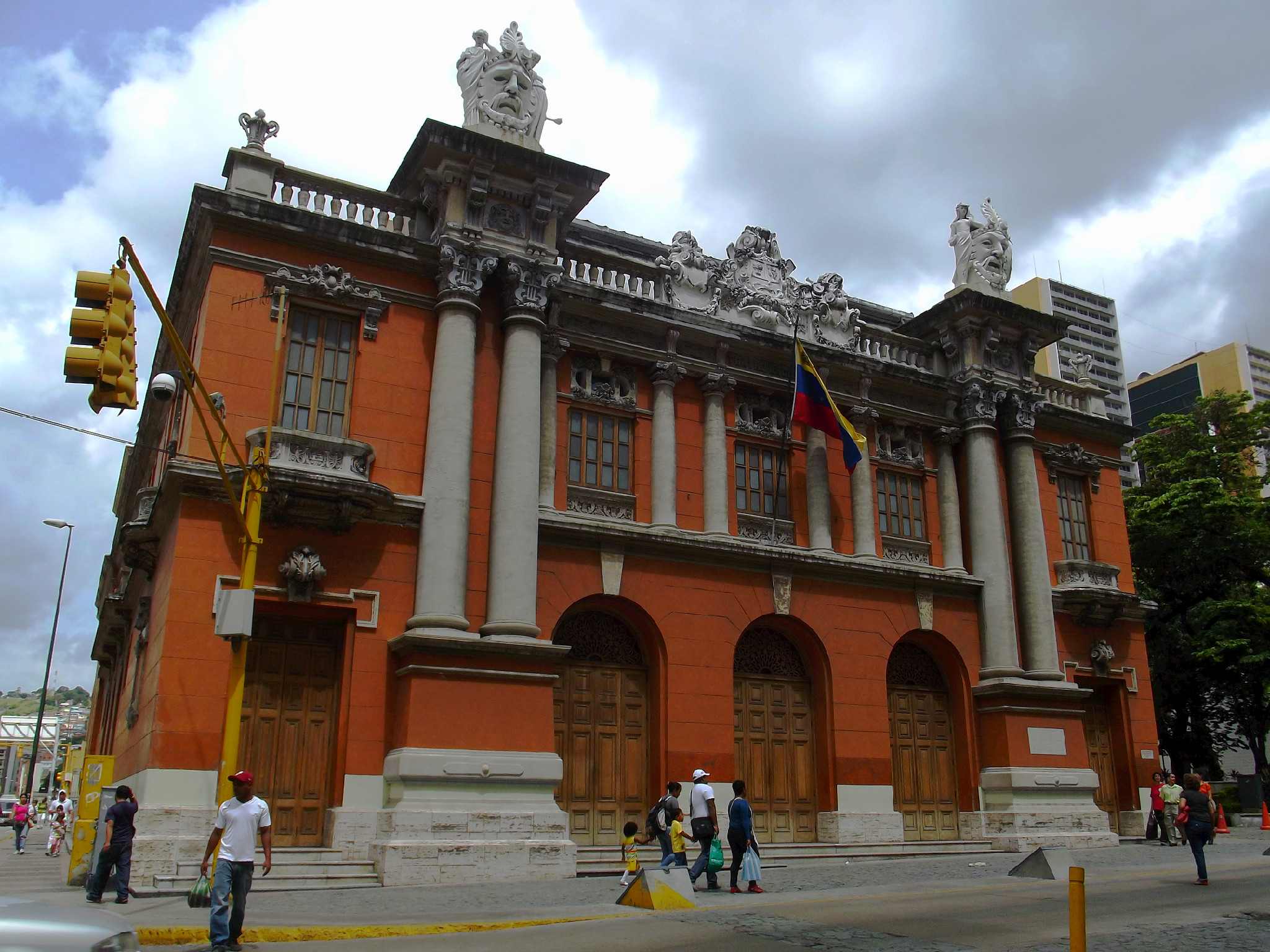
Teatro Nacional de Venezuela.

La historia del teatro lírico profesional en Venezuela se inicia en 1808, a partir de la visita realizada por la Compañía de Ópera Francesa de Monsieur Espenu cuando se empieza a cantar profesionalmente. Antes, la enseñanza del canto estaba en manos de la iglesia y su práctica consistía en acompañar los servicios religiosos. A su llegada a Caracas, esta compañía lírica de cantantes profesionales ofreció al público selecciones y arias de óperas de diversos autores, entre ellos Amadeus Mozart. Desde entonces, el gusto por el arte lírico se convierte en una verdadera afición en Caracas.
En 1834 se forma en Caracas una compañía dramática dirigida por el actor Andrés Juliá García y se le da continuidad a la lírica. En 1936 se comienza a escribir crítica operática en la prensa caraqueña. En 1843 se presenta en el Coliseo de Caracas la Compañía Italiana de Alessandro Galli y un enorme entusiasmo y gusto en el público. Entre los años 1852 y 1872 se suceden distintas temporadas de ópera italiana y zarzuela que continuaron siendo lo más notable del quehacer musical nacional y desde 1873, anualmente se alternaban obras italianas y españolas consagradas con obras nuevas de músicos nacionales.
En 1887 Teresa Carreño trajo al Teatro Municipal de Caracas una compañía operática con mucho éxito. Las compañías tomaron la costumbre de visitar la provincia cuando terminaban sus actuaciones en Caracas, brindando una o dos funciones en las ciudades del interior más grandes o más cultas. En 1904 se inaugura el Teatro Nacional de Venezuela que se utilizaría con preferencia para realizar las operetas y zarzuelas y desde 1915 en adelante, las temporadas anuales de ópera en el Teatro Municipal eran subsidiadas completamente por el gobierno nacional. Entre 1933 y 1955 hay varias temporadas operáticas dispersas, en cambio, las temporadas de zarzuelas se sucede con regularidad hasta el año 1981. 

El Teatro de la Zarzuela caraqueña. El Teatro Nacional fue durante muchos años el templo de la zarzuela venezolana. Aunque primeramente competiese con el Teatro Municipal y el extinto Teatro Caracas, luego este se dedicó casi exclusivamente a la presentación de zarzuelas, mientras que el Municipal hizo lo propio con la opereta y la ópera seria.
En 1977 y durante cuatro meses, el productor teatral español Juanjo Seoane viaja a Venezuela con toda la compañía Isaac Albéniz. En el Teatro Nacional de Venezuela se realizan veintiún títulos de repertorio lírico.
A partir de 1983, con la inauguración del Teatro Teresa Carreño, las temporadas operáticas contaron con coro profesional y un elenco mayoritariamente nacional.